# فرانكو أبياتي
فرانكو أبياتي (بالإيطالية: Franco Abbiati)‏ هو عالم موسيقى ومؤرخ إيطالي، ولد في 14 سبتمبر 1898 في Verdello ‏ في إيطاليا، وتوفي في 22 يناير 1981 في بيرغامو في إيطاليا.